# Џонатан Питроипа
Бенинвенде Јан Џонатан Питроипа (фр. Beninwende Yann Jonathan Pitroipa, 12. април 1986) је фудбалер из Буркине Фасо. Наступа за Ал Џазиру у Уједињеним Арапским Емиратима, од када је 2014. прешао из француског Рена.
За репрезентацију Буркине Фасо је дебитовао 2006. Играо је на Афричком купу нација 2010, 2012, 2013 и 2015. Постигао је два гола на турниру 2013. кад је Буркина Фасо стигла до историјског финала. Био је изабран за играча турнира.